# Maria Antonia Fabjan
Maria Antonija Fabjan (ur. 23 stycznia 1907 w Malo Lipje, zm. 15 grudnia 1941 w Goraždach) – słoweńska Błogosławiona Kościoła katolickiego, zakonnica ze Zgromadzenia Córek Bożej Miłości, jedna z Drińskich męczennic.

## Życiorys
Była trzecim z pięciorga dzieci. Gdy miała 11 lat zmarła jej matka, odtąd wychowywała się u krewnych. Wstąpiła do Zgromadzenia Córek Bożej Miłości i w dniu 19 marca 1930 roku otrzymała imię zakonne Maria Antonia. Na początku była w służbie klasztorze w Sarajewie. Pracowała w polu. Została zamordowana 15 grudnia 1941 roku podczas II wojny światowej wraz z siostrami z tego samego zgromadzenia: Kresencją Bojanc, Julią Ivanišević i Bernadetą Banja. Beatyfikował ją Benedykt XVI w dniu 24 września 2011 roku w grupie Drińskich męczennic.